# Tirimmâh
Al-Tirimmâh  Ibn Hakîm al-Tâ'î (en arabe : الطرماح بن حكيم الطائي) est un poète arabe de l'époque omeyyade né en Syrie vers 660 et mort probablement à Kufa vers 743. Il resta célèbre pour ses panégyriques adressés au gouverneur muhallabide du Khorasan Yazîd, dont il pleura la mort, mais aussi pour son amitié avec le poète chiite Kumayt, avec qui il partageait selon la légende une aversion pour la plèbe, et enfin pour ses démêlés poétiques avec Farazdak.